# 신국민당 (남아프리카 공화국)
신국민당(영어: New National Party, NNP)은 1997년부터 2005년 사이에 남아프리카 공화국에 존재했던 정당이며, 국민당의 후계 정당이다. 창당 이래 대부분의 선거에서 부진했으며 2005년 4월 9일 아프리카 국민회의에 흡수되었다.